# الباهتة (الرقة)
الباهتة قرية سورية تتبع ناحية الجرنية في منطقة الثورة في محافظة الرقة. بلغ عدد سكانها 63 نسمة في عام 2004 حسب إحصاء المكتب المركزي للإحصاء.